# (4108) Rakos
(4108) Rakos ist ein Asteroid des Hauptgürtels, der am 16. Oktober 1989 vom Forscherteam Cornelis Johannes van Houten und Tom Gehrels im Rahmen des Palomar-Leiden-Surveys entdeckt wurde.
Benannt wurde er 1991 nach dem Astronomen Karl Dragutin Rakos (1925–2011).